# Zwemmen op de Olympische Zomerspelen 2024 – 100 meter rugslag vrouwen
De 100 meter rugslag vrouwen op de Olympische Zomerspelen 2024 vond plaats op 29 en 30 juli. Regerend olympisch kampioene was Katinka Hosszú.

## Records
Voorafgaand aan het toernooi waren dit het wereldrecord en het olympisch record
| Wereldrecord     | Regan Smith    | 57,13 | Indianapolis | 18 juni 2024 |
| Olympisch record | Kaylee McKeown | 57,47 | Tokio        | 27 juli 2021 |

## Uitslagen
De zestien snelste zwemmers in de series kwalificeerden zich voor de halve finales, de snelste acht in de halve finales gingen door naar de finale.

### Series
| Rang | Serie | Baan | Naam                | Land                   | Tijd    | Bijz. |
| ---- | ----- | ---- | ------------------- | ---------------------- | ------- | ----- |
| 1    | 3     | 4    | Katharine Berkoff   | Verenigde Staten       | 57,99   | Q     |
| 2    | 5     | 4    | Regan Smith         | Verenigde Staten       | 58,45   | Q     |
| 3    | 4     | 4    | Kaylee McKeown      | Australië              | 58,48   | Q     |
| 4    | 5     | 5    | Kylie Masse         | Canada                 | 59,06   | Q     |
| 5    | 3     | 5    | Emma Terebo         | Frankrijk              | 59,10   | Q     |
| 6    | 5     | 6    | Béryl Gastaldello   | Frankrijk              | 59,31   | Q     |
| 7    | 4     | 5    | Iona Anderson       | Australië              | 59,37   | Q     |
| 8    | 4     | 2    | Carmen Weiler       | Spanje                 | 59,57   | Q, NR |
| 9    | 4     | 7    | Roos Vanotterdijk   | België                 | 59,68   | Q     |
| 10   | 3     | 7    | Kira Toussaint      | Nederland              | 59,84   | Q     |
| 11   | 4     | 3    | Wan Letian          | China                  | 59,87   | Q     |
| 12   | 5     | 3    | Ingrid Wilm         | Canada                 | 1.00,06 | Q     |
| 13   | 5     | 2    | Maaike de Waard     | Nederland              | 1.00,12 | Q     |
| 14   | 4     | 6    | Wang Xue'er         | China                  | 1.00,15 | Q     |
| 15   | 4     | 1    | Louise Hansson      | Zweden                 | 1.00,26 | Q     |
| 16   | 3     | 3    | Danielle Hill       | Ierland                | 1.00,40 | Q     |
| 17   | 5     | 7    | Adela Piskorska     | Polen                  | 1.00,47 |       |
| 18   | 3     | 2    | Kathleen Dawson     | Groot-Brittannië       | 1.00,69 |       |
| 19   | 3     | 6    | Medi Eira Harris    | Groot-Brittannië       | 1.00,85 |       |
| 20   | 5     | 1    | Anastasiya Shkurdai | Neutrale atleten       | 1.00,94 |       |
| 21   | 3     | 1    | Celia Pulido        | Mexico                 | 1.01,10 |       |
| 22   | 5     | 8    | Nika Sharafutdinova | Oekraïne               | 1.01,47 |       |
| 23   | 4     | 8    | Emma Harvey         | Bermuda                | 1.01,78 | NR    |
| 24   | 3     | 8    | Gabriela Georgieva  | Bulgarije              | 1.02,16 |       |
| 25   | 2     | 5    | Aviv Barzelay       | Ierland                | 1.02,30 |       |
| 26   | 2     | 4    | Xeniya Ignatova     | Kazachstan             | 1.02,51 |       |
| 27   | 2     | 6    | Zuri Ferguson       | Trinidad en Tobago     | 1.02,75 |       |
| 28   | 2     | 2    | Lucero Mejía        | Guatemala              | 1.03,42 |       |
| 29   | 2     | 3    | Cindy Cheung        | Hongkong               | 1.03,45 |       |
| 30   | 1     | 4    | Ganga Senavirathne  | Sri Lanka              | 1.04,26 |       |
| 31   | 2     | 8    | Amani Al-Obaidli    | Bahrein                | 1.04,27 |       |
| 32   | 2     | 1    | Celina Márquez      | El Salvador            | 1.04,55 |       |
| 33   | 2     | 7    | Elizabeth Jiménez   | Dominicaanse Republiek | 1.04,99 |       |
| 34   | 1     | 3    | Denise Donelli      | Mozambique             | 1.08,73 |       |
| 35   | 1     | 5    | Aýnura Primowa      | Turkmenistan           | 1.10,17 |       |
| 36   | 1     | 6    | Maleek Al-Mukhtar   | Libanon                | 1.10,99 |       |

### Halve finales
| Rang | Serie | Baan | Naam              | Land             | Tijd    | Bijz. |
| ---- | ----- | ---- | ----------------- | ---------------- | ------- | ----- |
| 1    | 1     | 4    | Regan Smith       | Verenigde Staten | 57,97   | Q     |
| 2    | 2     | 5    | Kaylee McKeown    | Australië        | 57,99   | Q     |
| 3    | 2     | 4    | Katharine Berkoff | Verenigde Staten | 58,27   | Q     |
| 4    | 2     | 6    | Iona Anderson     | Australië        | 58,63   | Q     |
| 5    | 1     | 5    | Kylie Masse       | Canada           | 58,82   | Q     |
| 6    | 1     | 7    | Ingrid Wilm       | Canada           | 59,10   | Q     |
| 7    | 1     | 3    | Béryl Gastaldello | Frankrijk        | 59,29   | Q     |
| 8    | 2     | 3    | Emma Terebo       | Frankrijk        | 59,50   | Q     |
| 9    | 1     | 6    | Carmen Weiler     | Spanje           | 59,72   |       |
| 10   | 2     | 2    | Roos Vanotterdijk | België           | 59,86   |       |
| 11   | 1     | 1    | Wang Xue'er       | China            | 59,89   |       |
| 12   | 2     | 7    | Wan Letian        | China            | 1.00,06 |       |
| 13   | 2     | 1    | Maaike de Waard   | Nederland        | 1.00,22 |       |
| 14   | 1     | 2    | Kira Toussaint    | Nederland        | 1.00,37 |       |
| 15   | 2     | 8    | Louise Hansson    | Zweden           | 1.00,47 |       |
| 16   | 1     | 8    | Danielle Hill     | Ierland          | 1.00,80 |       |

### Finale
| Rang   | Naam | Land              | Tijd             | Baan  | Bijz.   |
| ------ | ---- | ----------------- | ---------------- | ----- | ------- |
| Goud   | 5    | Kaylee McKeown    | Australië        | 57,33 | OR, =OC |
| Zilver | 4    | Regan Smith       | Verenigde Staten | 57,66 |         |
| Brons  | 3    | Katharine Berkoff | Verenigde Staten | 57,98 |         |
| 4      | 2    | Kylie Masse       | Canada           | 58,29 |         |
| 5      | 6    | Iona Anderson     | Australië        | 58,98 |         |
| 6      | 7    | Ingrid Wilm       | Canada           | 59,25 |         |
| 7      | 8    | Emma Terebo       | Frankrijk        | 59,40 |         |
| 8      | 1    | Béryl Gastaldello | Frankrijk        | 59,80 |         |